# من نفرت‌انگیز ۴
من نفرت‌انگیز ۴ (به انگلیسی: Despicable Me 4) یک فیلم پویانمایی کمدی آمریکایی محصول سال ۲۰۲۴ است که توسط ایلومینیشن تولید و توسط یونیورسال پیکچرز منتشر شده است. این فیلم دنباله من نفرت‌انگیز ۳، و چهارمین قسمت اصلی و ششمین قسمت به‌طور کلی در فرنچایز من نفرت‌انگیز محسوب می‌شود. کارگردانی این فیلم بر عهده کریس رناد، تهیه‌کنندگی کریس ملداندری و نویسندگی مایک وایت است. صداپیشگان استیو کرل، کریستن ویگ، پی‌یر کافین، جوئی کینگ، میرندا کازگرو، استیون کلبر، استیو کوگان، سوفیا ورگارا، رنو، مدیسون پولان، دنا گایر، کلوئه فاینمن و ویل فرل در این فیلم حضور دارند.
ساخت چهارمین فیلم من نفرت‌انگیز در سپتامبر ۲۰۱۷ آغاز شد و رسماً در فوریه ۲۰۲۲ تأیید شد و رنو، دلاژ و وایت به ترتیب به عنوان کارگردان، کمک‌کارگردان و نویسنده فعالیت کردند. تولید تا ژوئن ۲۰۲۲ در حال انجام بود. اکثر صداپیشگان اصلی در ژانویه ۲۰۲۴ معرفی شدند و هافمن و داوریو به ترتیب به عنوان تهیه‌کننده و نویسنده مشترک معرفی شدند. هیتور پریرا و فارل ویلیامز از قسمت‌های قبلی بازگشتند تا موسیقی فیلم را بسازند و آهنگ‌ها و تم‌های اصلی را بنویسند.
من نفرت‌انگیز ۴ برای نخستین بار در جاز در مرکز لینکلن در شهر نیویورک در ۹ ژوئن ۲۰۲۴ به نمایش درآمد و در ۳ ژوئیه در ایالات متحده اکران شد. این فیلم نقدهای متفاوتی از منتقدان دریافت کرد و بیش از ۹۱۵ میلیون دلار در سراسر جهان فروش داشته است و به سومین فیلم پرفروش ۲۰۲۴ تبدیل شده است.

## زمینه داستانی
پس از فرار از زندان، ماکسیم لو مال و دوست دخترش والنتینا به دنبال انتقام از گرو و خانواده‌اش، از جمله پسر نوزادش، گرو جونیور، می‌روند و آنها را برای محافظت از خود به مکان دیگری منتقل می‌کنند، جایی که با همسایه‌های جدیدشان، پرسکات‌ها، و دخترشان پاپی ملاقات می‌کنند. در عملی برای تصفیه‌کردن اختلافات، گرو و مینیون‌هایش با پاپی متحد می‌شوند.

## صداپیشه‌ها و شخصیت‌ها
- استیو کرل در نقش فلونیوس گرو، یک ابرشرور سابق که مأمور لیگ ضد شرور شد. پدرخوانده مارگو، ایدیث و اگنس، پدر بیولوژیکی گرو جونیور، و شوهر لوسی که خود را به عنوان «چت کانینگهام» نشان می‌دهد.
- کریستن ویگ در نقش لوسی وایلد، مأمور لیگ ضد شرور، همسر گرو، مادرخواندهٔ سه دختر و مادر بیولوژیکی گرو جونیور که در نقش «بلانچ کانینگهام» ظاهر می‌شود.
- ویل فرل در نقش ماکسیم لو مال، یک ابرشرور با لهجه فرانسوی که به دنبال انتقام از گرو و خانواده‌اش است.
- جوی کینگ در نقش پاپی پرسکات،[۶] یک ابرشرور مشتاق که برای مدت طولانی گرو را تحسین کرده است.
- سوفیا ورگارا در نقش والنتینا، دوست دختر اغواگر لومال
- کلویی فاینمن در نقش پتسی پرسکات، مادر پاپی، همسر پری و همسایه جدید گرو
- میرندا کازگرو در نقش مارگو، بزرگ‌ترین دخترخوانده گرو و لوسی که در نقش «بری کانینگهام» ظاهر می‌شود.
- استیو کوگان در نقش سیلاس رَمسباتم، مدیر لیگ ضد شرور که در فیلم قبلی استعفا داده بود.
- پی‌یر کافین در نقش مینیون‌ها
- دانا گایر در نقش ایدیث، دخترخوانده وسط گرو و لوسی که در نقش «بلر کانینگهام» ظاهر می‌شود.
- مدیسون پولان در نقش اگنس، کوچک‌ترین دختر خوانده گرو و لوسی که در نقش «بریتنی کانینگهام» ظاهر می‌شود. پولان جایگزین نو شارل از فیلم سوم می‌شود.
- کریس رنو در نقش اوبلشلشت، مدیر لیسه پاس بون
- لارین نیومن در نقش ملورا، مشتری سالنی که به‌طور تصادفی توسط لوسی سوزانده شد

## تولید

### توسعه
توسعه من نفرت‌انگیز ۴ در سپتامبر ۲۰۱۷ با نویسندگان قدیمی من نفرت‌انگیز و ایلومینیشن آغاز شد، که سینکو پل و کن داوریو پیش‌نویس‌های اولیه فیلمنامه را نوشتند. این فیلم به‌طور رسمی در فوریه ۲۰۲۲ تأیید شد و کارگردان کهنه‌کار من نفرت‌انگیز، کریس رناد، پاتریک دلاژ، و مایک وایت به ترتیب به عنوان کارگردان، کمک کارگردان، و نویسنده به پروژه پیوستند و تاریخ اکران آن ۳ ژوئیه ۲۰۲۴ اعلام شد. تولید تا ژوئن ۲۰۲۲ آغاز شد و استیو کرل ضبط صدای خود را پس از چند جلسه آغاز کرد.
در ژانویه ۲۰۲۴، اعلام شد که کرل، کریستن ویگ، میرندا کازگرو، دنا گایر، پی‌یر کافین و استیو کوگان برای ایفای مجدد نقش‌های خود در نقش‌های گرو، لوسی وایلد، مارگو، ایدیث، مینیون‌ها و سیلاس رامسباتم بازخواهند گشت. ویل فرل، جوئی کینگ، سوفیا ورگارا، استیون کلبر، کلوئه فاینمن و مدیسون پولن (به جای نو شارل) به صداپیشگان پیوستند و به ترتیب صداپیشگی ماکسیم له مال، پاپی پرسکات، والنتینا، پری پرسکات، پتسی پرسکات و اگنس را بر عهده گرفتند. در همان ماه، اعلام شد که برت هافمن، تهیه‌کننده اجرایی فیلم برادران سوپر ماریو (۲۰۲۳) و داوریو به ترتیب به عنوان تهیه‌کننده و نویسنده به این تیم پیوسته‌اند.

### موسیقی
در مارس ۲۰۲۴، هیتور پریرا به عنوان آهنگساز این فیلم اعلام شد که از قسمت‌های قبلی بازمی‌گردد. همچنین تأیید شد که فارل ویلیامز برای آهنگسازی با پریرا و همچنین نوشتن آهنگ‌های جدید بازمی‌گردد.

## انتشار

### سینمایی
من نفرت‌انگیز ۴ نمایش افتتاحیه خود را در جاز در مرکز لینکلن در شهر نیویورک در ۹ ژوئن ۲۰۲۴ داشت، و اولین نمایش فرانسوی خود را در جشنواره بین‌المللی فیلم انیمیشن انسی در ۱۳ ژوئن انجام داد. این فیلم در تاریخ ۳ ژوئیه در ایالات متحده اکران شد.

### رسانه خانگی
به‌عنوان بخشی از قرارداد بلندمدت یونیورسال با نتفلیکس، این فیلم در چهار ماه اول پنجره تلویزیونی پولی از پیکاک پخش می‌شود، قبل از اینکه ده ماه آینده به نتفلیکس برود و برای چهار ماه باقی‌مانده به «پیکاک» بازگردد.

## بازخورد

### گیشه
من نفرت‌انگیز ۴ در ایالات متحده و کانادا ۳۴۰٫۴ میلیون دلار و در سایر مناطق به فروش ۵۰۷ میلیون دلاری رسیده است که در کل جهان ۸۴۷٫۴ میلیون دلار می‌باشد.
ورایتی پیش‌بینی کرده بود که من نفرت‌انگیز ۴ در پنج روز افتتاحیه آخر هفته خود بیش از ۱۰۰ میلیون دلار بفروشد. بعداً این پیش‌بینی‌ها به ۱۲۵ میلیون دلار افزایش یافت اما گفته شد که از آخر هفته درون و بیرون ۲ نمی‌تواند پیشی بگیرد. این فیلم در روز اول ۲۷ میلیون دلار و در روز دوم ۲۶٫۸ میلیون دلار فروش داشت. این فیلم برای اولین بار به ۷۵ میلیون دلار در تعطیلات آخر هفته سنتی سه روزه، همراه با مجموع فروش ۵ روزه ۱۲۲٫۶ میلیون دلاری، در صدر باکس آفیس رفت.

### نظر منتقدان
در وبگاه جمع‌آوری نقد راتن تومیتوز، ٪۵۶ از ۱۶۱ بررسی منتقدان مثبت است و میانگینِ امتیاز آن ۵٫۶/۱۰ است. اجماع این وبگاه چنین می‌نویسد: «من نفرت‌انگیز ۴ سریع، مملو از جوک‌های بی‌نظیر سلپ‌استیک، و به اندازه یک پینیاتای بیش از حد مملو از آب‌نبات است، اما شیرینی‌هایی که تماشاگران را با انرژی لذت‌بخش خود همراه می‌کند.» این فیلم در متاکریتیک که از میانگین وزنی استفاده می‌کند، بر اساس نظر ۳۶ منتقدین امتیاز ۵۲ از ۱۰۰ را کسب کرده که نشان‌گر «نقدهای مختلط یا متوسط» است. تماشاگران شرکت‌کننده در نظرسنجی سینماسکور به فیلم نمره متوسط A را در مقیاس A+ تا F (همانند دو فیلم اول) دادند، در حالی که آنهایی که توسط پست ترک مورد بررسی قرار گرفتند، ۸۲٪ نمره مثبت به فیلم دادند و ۶۳٪ گفتند که قطعاً آن را توصیه می‌کنند.